# Hamataliwa grisea
Hamataliwa grisea là một loài nhện trong họ Oxyopidae.
Loài này thuộc chi Hamataliwa. Hamataliwa grisea được Eugen von Keyserling miêu tả năm 1887.